# Biss 20
Biss 20 ist ein kooperatives Kartenspiel von Günter Burkhardt und seiner Tochter Lena. Es wurde 2020 unter der Marke Drei Magier Spiele im Verlag Schmidt Spiele veröffentlicht. Das einfache Spiel ist für zwei bis acht Spieler ab sieben Jahre konzipiert und dauert pro Runde etwa 20 Minuten. Das Spiel wurde 2021 auf die Empfehlungsliste der Jury zum Spiel des Jahres aufgenommen.

## Thema und Ausstattung
Biss 20 ist ein einfaches Karten- und Abzählspiel, das über mehrere Runden gespielt wird. In dem Spiel müssen die Spieler gemeinsam jeweils bis 20 zählen und dabei verschiedene Aufgaben erfüllen, die diese Aufgabe erschweren sollen. Das Spielmaterial besteht aus 20 Zahlenkarten, 40 Aufgabenkarten und 20 Edelsteinen.

## Spielweise
Vor dem Spiel werden die Zahlenkarten gemischt und als verdeckter Stapel in der Tischmitte platziert. Abhängig von der Spielerzahl werden 13 bis 20 Edelsteine bereitgelegt, danach werden die Aufgabenkarten gemischt und entsprechend der gewählten Schwierigkeitsstufe für das Spiel werden sechs bis 18 dieser Karten verdeckt neben den Zahlenstapel gelegt.
Beginnend mit einem Startspieler zählen die Spieler nun der Reihe nach die Zahlen 1 bis 20 durch, wobei die Spieler als erste Aufgabe zwei Karten vom Zahlenstapel ziehen, die beim Zählen vertauscht werden müssen. Kommen die Spieler fehlerfrei bis 20 oder macht ein Spieler einen Fehler, endet die aktuelle Runde und das Spiel geht in die nächste Runde. Kommen die Spieler fehlerfrei bis zur 20, führen sie weitere Aufgaben ein. Dafür decken sie die oberste Aufgaben- und Zahlenkarte auf und legen sie auf die entsprechenden Karten der Vorrunde, die jedoch weiterhin gültig sind. Danach zählen sie erneut von 1 bis 20 und müssen alle bisherigen Aufgaben dabei erfüllen. Machen die Spieler einen Fehler oder brauchen für eine Antwort mehr als drei Sekunden, müssen sie die laufende Runde abbrechen. Sie geben einen Edelstein ab und beginnen die Zählung erneut, wobei der Spieler beginnt, der den Fehler gemacht hat.
Das Spiel endet entweder, wenn die Spieler ihren letzten Edelstein abgeben müssen und so das Spiel verloren haben oder wenn alle Aufgabenkarten durchgespielt wurden. In diesem Fall haben die Spieler die aktuelle Schwierigkeitsstufe bestanden und können die nächste Stufe starten.

## Ausgaben und Rezeptionen
Das Spiel Biss 20 wurde von Günter Burkhardt und seiner Tochter Lena entwickelt und 2020 bei dem Spieleverlag Schmidt Spiele unter der Marke Drei Magier Spiele in einer multilingualen Version veröffentlicht. Das Spiel wurde 2021 auf die Empfehlungsliste der Jury zum Spiel des Jahres aufgenommen, wobei sie die Aufnahme wie folgt kommentiert:

„Plötzlich ist das Hochzählen bis zwanzig alles andere als leicht, in jedem Fall aber ein großer Spaß. Durch vierzig verschiedene Aufgaben ist für reichlich Abwechslung gesorgt. Das Spiel funktioniert dank seiner einfachen Regeln über alle Generationen hinweg und zieht alle am Tisch in seinen Bann. Der Schwierigkeitsgrad lässt sich stufenlos anpassen, so dass jede Gruppe die ideale Herausforderung für sich finden kann.“

## Belege
1. 1 2 3 4  Spielanleitung Biss 20, Schmidt Spiele 2020.
2. ↑  Versionen von Biss 20 in der Spieledatenbank BoardGameGeek (englisch); abgerufen am 18. Mai 2021.
3. ↑  Biss 20 auf der Webseite des Spiel des Jahres e.V.; abgerufen am 18. Mai 2021.